# Antoninus Pius
Titus Aurelius Fulvus Boionius Arrius Antoninus Pius (n. 19 septembrie 86 d.Hr., Lanuvium⁠(d), Lazio, Regatul Italiei – d. 7 martie 161 d.Hr., Lorium⁠(d), Imperiul Roman), cunoscut în română ca Antonin Piosul, a fost împărat Roman în perioada 138-161. A fost cel de-al patrulea din "Cei cinci împărați buni".

## Biografie
Fiu al consularului Aurelius Fulvus, Antoninus Pius s-a născut în Italia, la Lanuvium. A devenit consul în 120 și guvernator al provinciei Asia (134-135). A fost adoptat de împăratul Hadrian la 25 februarie 138 și proclamat succesor la tron, cu condiția de a adopta la rândul său, pe Marcus Aurelius și Lucius Aurelius Verus. Spre deosebire de împăratul Hadrian, Antoninus Pius nu a părăsit niciodată Italia.
Politica sa internă se caracterizează prin atenția acordată administrației provinciilor, finanțelor statului, jurisdicției imperiale. Pe plan extern continuă activitatea de consolidare a sistemului defensiv al imperiului. Răscoalele antiromane din Bretannia, Mauretania, Egipt și Iudeea sunt reprimate de generalii săi. Într-o atmosferă de liniște pe plan intern și extern, Antoninus Pius sărbătorește în 148 cea de-a CM-a aniversare a fondării Cetății Eterne. Domnia lui a fost identificată cu apogeul dinastiei antonine și al întregului principat.